# Jared Cunningham
Jared Armon Cunningham (Oakland, California, 22 de mayo de 1991) es un jugador de baloncesto estadounidense que actualmente juega en el Pieno Zvaigzdes de la LKL. Con 1,93 metros de estatura, juega en la posición de escolta.

## Trayectoria deportiva

### Universidad
Jugó durante tres temporadas con los Beavers de la Universidad Estatal de Oregón, en las que promedió 12,9 puntos, 3,0 rebotes y 3,0 asistencias por partido. En su temporada sophomore acabó promediando 14,2 puntos, 3,1 rebotes, 2,1 asistencias y 2,83 robos de balón, liderando la Pacific-12 Conference en esta último apartado y acabando en quinta posición de todo el país. Fue incluido en el mejor quinteto defensivo y en el segundo mejor equipo de la conferencia.
Al año siguiente promedió 17,9 puntos, 3,8 rebotes, 2,8 asistencias y 2,53 robos, y fue incluido en el mejor quinteto de la conferencia y nuevamente en el mejor quinteto defensivo. Al término de la temporada se declaró elegible para el Draft de la NBA, renunciando a su último año de universidad.

### Profesional
Fue elegido en la vigésimo cuarta posición del Draft de la NBA de 2012 por Cleveland Cavaliers, pero sus derechos fueron traspasados junto con los de Bernard James y Jae Crowder a Dallas Mavericks, a cambio de Kelenna Azubuike y los derechos sobre Tyler Zeller. Debutó con los Mavs el 31 de octubre ante Utah Jazz.
El 27 de junio de 2013, fue traspasado a los Atlanta Hawks. Durante su segunda temporada, tuvo varias asignaciones con los Bakersfield Jam. El 22 de febrero de 2014, fue despedido por los Hawks.
El 31 de marzo de 2014, firmó un contrato de diez días con los Sacramento Kings. El 10 de abril de 2014, firmó con los Kings por el resto de la temporada.
A finales de septiembre de 2014, firmó un contrato para jugar con Los Angeles Clippers.
En agosto de 2015 fichó por los Cleveland Cavaliers.
Fue traspasado por Cleveland a Orlando Magic, pero fue cortado y repescado por Milwaukee Bucks hasta final de temporada.
El 25 de diciembre de 2022, firma por el Pieno Zvaigzdes de la LKL.

## Estadísticas de su carrera en la NBA

### Temporada regular
| Año     | Equipo        | PJ | PT | MPP  | %TC  | %3P  | %TL   | RPP | APP | ROB | TPP | PPP |
| ------- | ------------- | -- | -- | ---- | ---- | ---- | ----- | --- | --- | --- | --- | --- |
| 2012-13 | Dallas        | 8  | 0  | 3.3  | .429 | .667 | 1.000 | .4  | .1  | .1  | .0  | 2.0 |
| 2013-14 | Atlanta       | 5  | 0  | 4.4  | .500 | .000 | .000  | .2  | .6  | .0  | .0  | .4  |
| 2013-14 | Sacramento    | 8  | 0  | 7.3  | .263 | .167 | .929  | .6  | .6  | .4  | .0  | 3.0 |
| 2014-15 | L.A. Clippers | 19 | 0  | 4.7  | .364 | .308 | .538  | .5  | .5  | .2  | .0  | 1.8 |
| 2015-16 | Cleveland     | 40 | 3  | 8.9  | .352 | .313 | .625  | .7  | .5  | .3  | .1  | 2.6 |
| 2015-16 | Milwaukee     | 4  | 0  | 13.8 | .286 | .286 | .857  | 2.3 | .3  | .5  | .0  | 4.0 |
| Total   | Total         | 84 | 3  | 7.2  | .347 | .306 | .674  | .7  | .5  | .3  | .0  | 2.3 |